# Mob Ties
Mob Ties è un singolo del rapper americano-canadese Drake, pubblicato il 6 gennaio 2019 come settimo estratto dal quinto album in studio Scorpion.
Mob Ties campiona il brano dei Firm Affirmative Action presente in It Was Written di Nas.

## Classifiche

### Classifiche settimanali
| Classifica (2018)        | Posizione massima |
| ------------------------ | ----------------- |
| Australia                | 28                |
| Austria                  | 67                |
| Canada                   | 11                |
| Francia                  | 116               |
| Germania                 | 82                |
| Grecia                   | 26                |
| Paesi Bassi              | 45                |
| Portogallo               | 31                |
| Regno Unito Streaming    | 13                |
| Slovacchia               | 56                |
| Stati Uniti              | 13                |
| US Hot R&B/Hip-Hop Songs | 12                |
| US Hot Rap Songs         | 10                |
| Svezia                   | 61                |

### Classifiche di fine anno
| Classifica (2018)        | Posizione massima |
| ------------------------ | ----------------- |
| US Hot R&B/Hip-Hop Songs | 94                |